# Le Boréal (navire de croisière)
Pour les articles homonymes, voir Boréal.
 (septembre 2014).
Si vous disposez d'ouvrages ou d'articles de référence ou si vous connaissez des sites web de qualité traitant du thème abordé ici, merci de compléter l'article en donnant les références utiles à sa vérifiabilité et en les liant à la section « Notes et références ».
Le Boréal est un navire de croisière de la compagnie Ponant construit par les chantiers navals italiens Fincantieri d'Ancône en 2010. Il a trois sister-ships, L'Austral, Le Soléal et Le Lyrial.

## Caractéristiques techniques
- Tonnage : 10 700 UMS
- Moteurs thermiques : utilisation en alternance[source insuffisante], selon les réglementations des zones traversées, de HFO (Heavy Fuel Oil), interdit en Antarctique depuis 2011[1], et de MDO (Marine Diesel Oil), un carburant à teneur réduite en soufre moins lourd et moins polluant que le HFO
- Moteurs électriques : 2 × 2 300 kW
- Puissance électrique installée : 6 400 kW
- Classification : Bureau Veritas
- Certification glace : 1 C (Conditions de glace légères — épaisseur de la glace jusqu'à 0,4 m)
- Certifications Internationales : USPHS-US Coast guards rules Comfort Class 1-Clean Ship-Very Star Hull Mach

Le Boréal a gagné la récompense du « Best Newcomer of the Year 2010 - GOLD » décernée par l'European Cruiser Association (EUCRAS).
D'après l'armateur, le navire est certifié « Clean Ship » par le Bureau Veritas et noté 4,5/5 par Green Marine Europe grâce à des systèmes moins destructeurs, notamment sur les milieux marins de destination. Il dispose en particulier :
- d'un positionnement dynamique qui permet de ne pas jeter l'ancre et d'éviter partiellement la détérioration des fonds marins,
- d'une propulsion électrique pour les faibles vitesses,
- d'un traitement poussé des ordures et des eaux usées à bord, au-delà des valeurs imposées par la réglementation Marpol avec limitation des rejets,
- d'un éclairage intérieur extérieur par ampoules basse consommation (LED),
- d'un système de filtration catalytique (SCR) sur les fumées.

## Hôtellerie et équipements

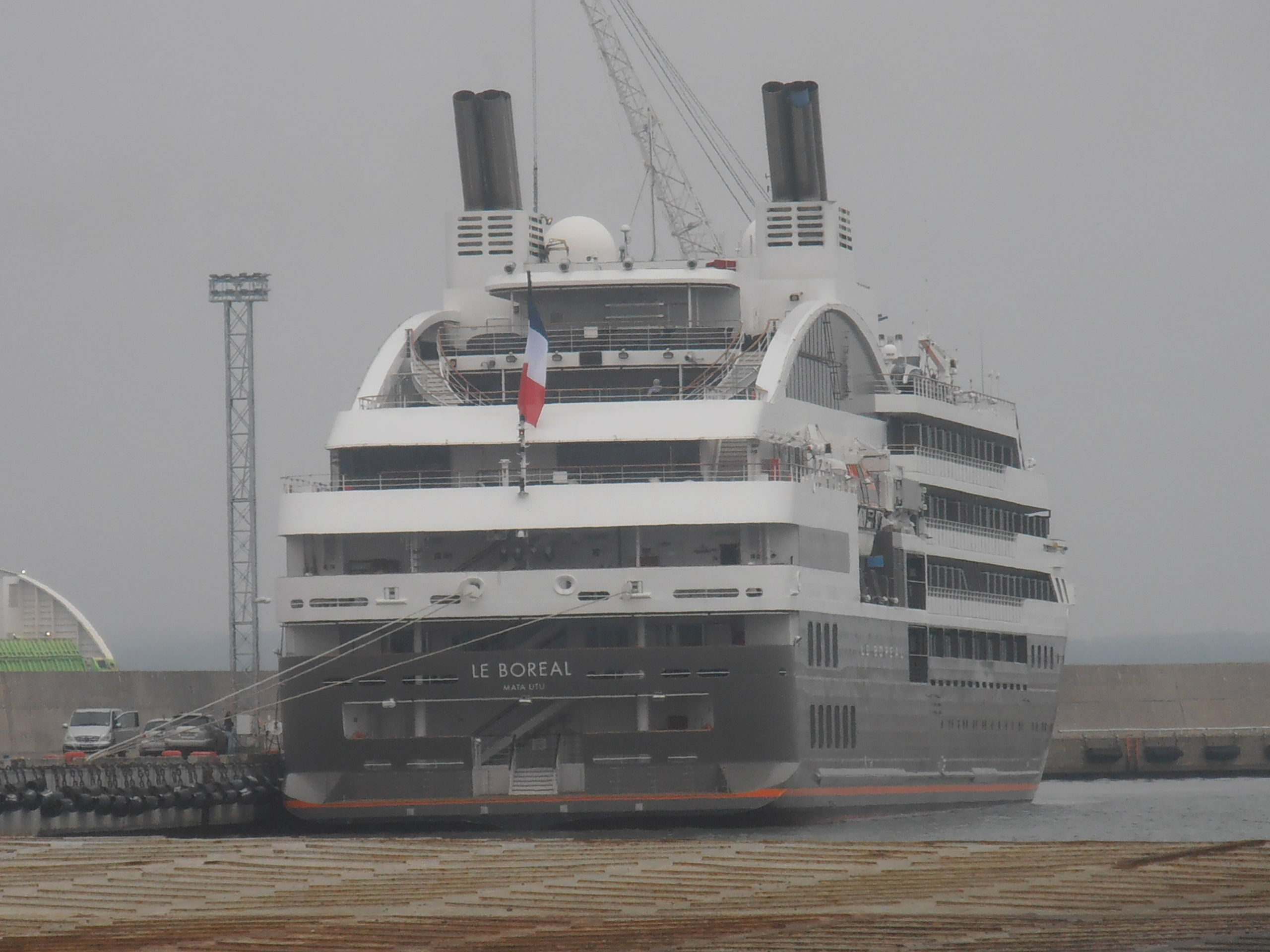
Navire de croisière Le Boréal.

Le Boréal peut accueillir jusqu’à 264 passagers dans 132 cabines et suites. Elles sont équipées de salles de bain avec douche ou baignoire, télévision, équipements multimédia et mini bar.
La restauration est assurée dans 2 restaurants : un restaurant gastronomique et un restaurant-gril. Pour les loisirs, un théâtre, un espace loisirs, deux grands salons, trois lounge bars, une boutique complètent les équipements intérieurs.

## Spécificités
Son faible tirant d'eau permet au Boréal d'accéder à des sites inaccessibles à la plupart des autres paquebots de tirant d'eau bien plus élevé.